# The Longings of Maya Gordon
|  | Denne artikel er oprettet af botten Steenthbot ud fra en ekstern database. Den kan derfor have sproglige fejl eller mangler. Denne skabelon kan fjernes efter kontrol af indholdet. |

The Longings of Maya Gordon er en israelsk portrætfilm fra 2017 instrueret af Yair Lev.